# Elettroanalgesia
L’elettroanalgesia è una forma particolare di analgesia che si basa principalmente sulla stimolazione elettrica dei nervi periferici, il cui scopo è quello di impedire la trasmissione del dolore. Scopo dell'analgesia è la riduzione od eliminazione del dolore.
Il dolore viene definito come una spiacevole esperienza emotiva e sensoriale che da sempre l'uomo ha cercato di combattere con ogni mezzo.

## Storia e sviluppo
La storia dell'elettroanalgesia ha radici molto antiche. La prima forma nota di questa tecnica precede persino la nascita della corrente elettrica generata artificialmente. Per ottenere elettroanalgesia nell'antichità si utilizzava la torpedine, un particolare tipo di pesce in grado di produrre forti scariche elettriche.
La forma più “moderna” può essere attribuita a Benjamin Franklin grazie alla possibilità di utilizzare l'elettricità statica. Un successivo passo in avanti viene fatto con la nascita della batteria elettrica nel 1800. La maggior semplicità di utilizzo derivata dalla nuova tecnologia che permette di generare corrente elettrica da reazioni chimiche, segna l'introduzione di questa terapia in ambito ospedaliero al Guy'S Hospital di Londra. Nello stesso periodo in Francia si sviluppa anche un utilizzo diverso, quello dell'agopuntura mediante stimolazione elettrica in alternativa all'uso degli aghi, sempre con finalità analgesica.
Questa tecnica diventa rapidamente molto popolare in Europa come in America, e conosce progressive fasi di sviluppo che seguono sostanzialmente quelle del progredire della tecnologia del tempo. In vari passaggi storici si sviluppano quindi dispositivi sempre più moderni. Il culmine di questo sviluppo tecnologico si raggiunge in tempi recenti con la nascita e lo sviluppo dei semiconduttori, che permettono di realizzare dispositivi sempre più piccoli ed affidabili, alimentati anche da batteria per uso portatile.
Il declino di questa tecnica inizia con il progredire dell'industria farmacologica, ed in generale con il progredire della scienza medica, in grado sempre più spesso di rimuovere “a monte” le cause del dolore. Attualmente rimane una quota di utilizzo dell'elettroanalgesia per alcune particolari forme di dolore, generalmente quello cronico, che non rispondono in maniera sufficiente alla sola farmacologia.
Il limite dell'elettroanalgesia è quello di avere progredito efficacemente nel tempo parallelamente allo sviluppo della tecnologia (prima elettrica e poi elettronica) progressivamente disponibile negli anni. Lo stesso tipo di progresso non si è registrato nella ricerca di base.

## Conoscenze attuali sul razionale della terapia
L'elettroanalgesia ancora oggi per molti versi è da considerare una forma di conoscenza sostanzialmente empirica. Per questa ragione non c'è totale accordo sul meccanismo ipotizzato di funzionamento. Generalmente per giustificarne i principi si invoca la teoria del Gate Control, ma questa teoria è nata autonomamente per altri scopi, ed ha un carattere più generale, finalizzato alla comprensione dei meccanismi di base della trasmissione del dolore. Questa teoria inoltre non soddisfa pienamente la comprensione completa dei meccanismi del dolore cronico, in quanto le aspettative che genera non sono sempre coerenti con la pratica clinica. Ad esempio alcune manifestazioni del dolore cronico slegate dalla linearità del rapporto causa-effetto rispetto allo stimolo nocicettivo (es. memoria, allodinia, iperalgesia), non sembrano rispettare il comportamento della risposta algica ipotizzabile dalla teoria. Stessa osservazione nasce dal fallimento di farmaci analgesici particolarmente efficaci. In diversi modi ed in diversi settori della ricerca scientifica si cercano spiegazioni integrative che permettano di far evolvere il modello standard del sistema dolore in termini funzionali di comportamento, specie di quello cronico.

## Applicazioni nella pratica clinica

### Elettrostimolazione di superficie (TENS)
TENS è l'acronimo di Transcutaneous electrical nerve stimulation, che indica la stimolazione elettrica di superficie del nervo. È la modalità più conosciuta ed antica di utilizzo dell'elettroanalgesia. Si realizza mediante l'utilizzo di elettrodi di superficie, che a contatto delle pelle trasmettono l'impulso elettrico all'innervatura sottostante.

#### Differenze tra i vari dispositivi TENS
I dispositivi TENS attualmente più utilizzati producono un treno di impulsi intervallati a frequenza variabile (tipicamente da 1 a 100 Hz), con larghezza di impulso (Pulse Width) inferiore al millisecondo. La larghezza di impulso esprime la durata temporale di ogni singolo impulso erogato, la frequenza invece quanti di questi impulsi vengono erogati ogni secondo. Per rispettare la teoria del Gate Control, la larghezza di impulso di solito non supera i 200 µs, in modo da non eccitare le fibre C. Le correnti di picco oscillano tra 30 e 200 mA a seconda del dispositivo. La forma d'onda più utilizzata è quella quadra. Sono disponibili molte altre varianti che combinano diverse tecniche di modulazione, ma in linea di principio la tecnica di base rimane similare.
Una forma più recente di TENS è quella denominata IFC, acronimo che identifica l'utilizzo di correnti interferenziali. Per corrente interferenziale si intende la risultante di due correnti primarie che quando si incontrano ne generano una terza, quella appunto interferenziale.
L'utilizzo prevalente della TENS in termini di efficacia riconosciuta è nel dolore muscolare. In realtà trattandosi di una metodica sostanzialmente innocua, si tende ad utilizzarla in generale nel dolore cronico benigno in supporto alla terapia farmacologica, anche dove la letteratura scientifica non riconosce una specifica efficacia.

### Stimolatori impiantati
Per superare i limiti della TENS, si sono sviluppati dispositivi impiantati che tramite un semplice intervento chirurgico realizzano la stimolazione diretta di uno o più nervi . Questa tecnica risulta più efficace della TENS, ma ha come svantaggio l'invasività, e le possibili complicazioni derivate dall'impianto. Questa tecnica è conosciuta anche come neuromodulazione. La forma più diffusa prende il nome di stimolazione del midollo spinale (Spinal Cord Stimulation o SCS). Attualmente, in Italia, si cominciano ad utilizzare sistemi di neurostimolazione midollare quale terapia antalgica anche in presenza di neuropatie croniche.

## Aspetti normativi
I dispositivi descritti appartengono alla categoria dei dispositivi medici. In Europa sono regolamentati dalla direttiva 93/42 CEE, che definisce la normativa di riferimento da rispettare per ottenere l'autorizzazione per l'immissione in commercio. Per rispettare la normative il dispositivo TENS dovrebbe mostrare chiaramente la marcatura CE, la registrazione in classe IIa,  l'identificazione dell'organismo notificato che ha rilasciato l'autorizzazione. In Italia il referente è il Ministero della Salute.
Negli Stati Uniti l'autorizzazione per l'immissione in commercio è regolamentata dalla Food and Drug Administration (FDA), che ha una procedura di verifica più complessa. Per questa ragione l'autorizzazione rilasciata dalla FDA ha tipicamente un peso internazionale, che si estende ben oltre i confini degli USA.